# Chá branco

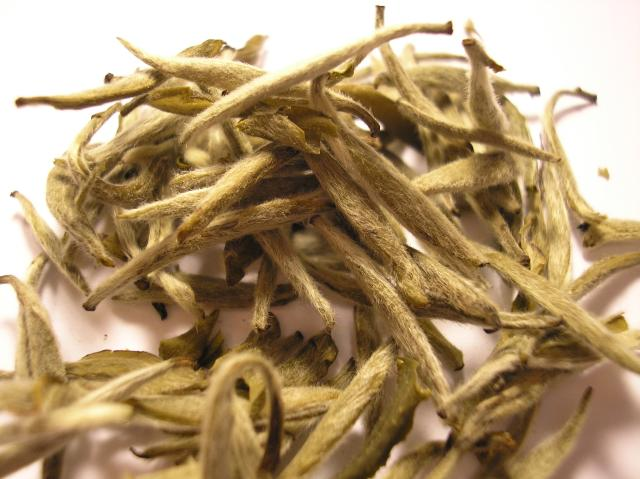
Ervas para o chá-branco

O chá-branco é a infusão de chá com folhas jovens (novos botões que cresceram) que, por meio de certas técnicas de colheita, secagem e armazenamento, não passaram por efeitos de oxidação; os botões são normalmente protegidos da luz solar como forma de impedir a formação de clorofila.
O chá-branco contém substâncias, nomeadamente catequinas, capazes de inibir a proliferação de células cancerígenas, sendo especialmente eficaz na prevenção do cancro do cólon, evitando a propagação de células HT-29. Possui o mesmo nível  de antioxidantes que o chá verde. Em experiências feitas por investigadores do Linus Pauling Institute da Universidade do Estado de Oregon, ao testarem as capacidades dos dois tipos de chá em prevenir o desenvolvimento dos pólipos do cólon, o chá branco revelou-se 10% mais eficaz.
Por ser o menos processado, o chá branco possui um elevado nível de polifenóis e antioxidantes, equiparável, segundo alguns estudos, ao chá verde. Tais componentes auxiliam na neutralização de radicais livres, responsáveis pelo envelhecimento e crescimento descontrolado celular.